# Pierre Pradié
Pour les articles homonymes, voir Pierre Pradier, Pradier et Pradié.
Pierre Pradié (né le 19 mai 1816 à Marcillac dans l'Aveyron et mort le 8 mars 1892 à Paris) est un homme politique, écrivain et notaire.
Il est élu député de l'Aveyron à plusieurs reprises, en 1848, et 1849 comme socialiste chrétien, puis en 1871, comme orléaniste (courant libéral et monarchiste). Il est membre de la Commission des Trente chargée d'élaborer la Constitution de la Troisième République, défendant notamment le bicaméralisme comme contre-poids au suffrage universel (masculin).

## Études de droit
Il est le fils de Rosalie Vernhes et de Pierre Pradié (1775-1856), un notaire et résistant républicains Aveyronnais contre Napoléon III. Il reçut une forte éducation morale et religieuse. Son frère est le Jésuite Hippolyte Pradié, professeur de Théologie à l'Institut Catholique de Toulouse.  
Pierre Pradié étudie le droit et s'inscrit au barreau de Rodez en 1836. Il s'installe, comme notaire à Valady en 1843. Il prend ensuite la charge de notaire de son père en 1847 à Marcillac. 

## Député de la Seconde République
Démocrate et socialiste chrétien dans un premier temps, il appartient en 1848 au courant néocatholique de Buchez.  Il rêve alors de travailler à l'alliance du catholicisme et de la démocratie.  
La publication de son deuxième livre, "Essais sur l'être divin", attire l'attention de ses compatriotes qui le choisiront pour les représenter aux Législatives de 1848. Il se présente alors, au lendemain de la Révolution de 1848, comme candidat républicain modéré et catholique, à l'Assemblée constituante dans le département de l'Aveyron. 
Grâce à l'appui du clergé, il est élu, le 6e sur 10, par 36,376 voix (90,119 votants, 105,448 inscrits). Membre et secrétaire du comité des cultes, Pradié siège au centre et vote généralement avec la gauche : contre le rétablissement du cautionnement; pour les poursuites contre Caussidière (il s'abstint dans le scrutin relatif à Louis Blanc, ne trouvant pas les charges suffisantes), contre le rétablissement de la contrainte par corps, contre l'abolition de la peine de mort, pour l'amendement Deville portant suppression de l'emplacement militaire, contre le droit au travail prôné par Louis Blanc, pour l'ordre du jour en l'honneur de Cavaignac, contre la proposition Râteau, contre l'interdiction des clubs (aux autres scrutins il est porté absent par congé). 
Réélu le 13 mai 1849 représentant de l'Aveyron à l'Assemblée législative, le 8e et dernier, par 33,805 voix (79,850 votants, 112,514 inscrits), il combat la politique de l'Élysée dans les rangs de la minorité démocratique, vote et proteste contre la loi restrictive du suffrage universel, et présente une proposition qui fit quelque bruit, et qui avait trait à la responsabilité du président et de ses ministres. Celle-ci fut inscrite à l'ordre du jour peu de temps avant le coup d'État du 2 décembre 1851.
Opposant à Napoléon III, Pierre Pradié délaisse la politique pendant le Second Empire, il écrit alors plusieurs ouvrages de philosophie très influencée par la théologie: Le Philosophe (1858), La Liberté (1861); Le Monde nouveau (1863); La Liberté politique et religieuse (1864), etc.
Par ses études et recherches sur la religion, et par les événements, il fait un changement d'orientation politique et devient orléaniste (courant libéral et monarchiste). Mais catholique avant tout, il se consacre à la défense de l'idée religieuse et l'on trouve dans la série de ses œuvres une haute philosophie de la science et de la société, une large conception des problèmes du temps présent, une grande puissance d'harmonisation dans les questions que soulève l'éternel conflit de la science et de la foi.

## Député de la Troisième République
À la suite de la capture et de la reddition de Napoléon III, il se représente et est à nouveau élu dans l'Aveyron lors des législatives du 8 février 1871, le 8e et dernier, par 53,307 voix (65,273 votants, 118,224 inscrits). Devenu monarchiste, il prit place au centre droit, appuie la proposition de déchéance de l'Empire et présente divers projets de loi intéressant la religion et le clergé. 
Ceux-ci furent développés dans une série de brochures, les Notes à mes collègues.
Il fonde en mai 1873 la "Réunion Pradié". Son but est de mettre un terme aux divisions des divers groupes libéraux et conservateurs, et de faire chuter le président de la République Adolphe Thiers. Le général Changarnier est président, Pierre Pradié est questeur (chargé de l'administration). Ce groupe parlementaire regroupe environ 40 députés conservateurs monarchistes.

La commission des Trente présidée par Batbie, en mars 1874, réunie dans une des salles du Musée de Versailles, d'après un dessin de G. Janet et un croquis de Pelcoq gravure Amédée Daudenarde.

À l'Assemblée, il se prononce : pour la paix, pour les prières publiques, pour l'abrogation des lois d'exil, contre le retour de l'Assemblée à Paris, pour la chute de Thiers au 24 mai 1873, pour le septennat, la loi des maires, le ministère de Broglie, contre les amendements Wallon et Pascal Duprat, contre l'ensemble des lois constitutionnelles. Membre de la Commission des Trente chargée d'élaborer la Constitution de la Troisième République, il dépose un projet de loi en avril 1874 dans lequel il défend le bicaméralisme comme frein nécessaire au suffrage universel, déclarant ainsi à la tribune:
« Que d’autres plus hardis demandent la suppression du suffrage universel, nous trouvons plus sage et plus politique de le conserver en le réglant et en l’organisant. Pourquoi d’ailleurs le supprimer, puisque nous arrivons au même résultat au moyen d’une combinaison qui prévient ses dangers sans porter atteinte à ce qu’il peut avoir de bon ?  »
Aux législatives du 20 février 1876, il se présenta dans la 2e circonscription de l'arrondissement de Rodez, mais n'obtint que 1 681 voix au premier tour et se retire de la lutte.
Il emploie la dernière partie de sa vie à composer un grand ouvrage qui eût été la synthèse de sa pensée et de son œuvre. Il n'eut pas le temps de le publier et meurt à Paris, âgé de soixante-quinze ans.

## Sources
- « Pierre Pradié », dans Adolphe Robert et Gaston Cougny, Dictionnaire des parlementaires français, Edgar Bourloton, 1889-1891 [détail de l’édition]